# UFC 269
UFC 269: Oliveira vs. Poirier fue un evento de artes marciales mixtas producido por Ultimate Fighting Championship que se tuvo lugar el 11 de diciembre de 2021 en T-Mobile Arena en Paradise, Nevada, parte del área metropolitana de Las Vegas, Estados Unidos.

## Antecedentes
El combate por el Campeonato de Peso Ligero de la UFC entre el actual campeón Charles Oliveira y Dustin Poirier encabezó el evento.
El combate por el Campeonato Femenino de Peso Gallo de la UFC entre la actual campeona Amanda Nunes Julianna Peña tuvo lugar en éste evento. El emparejamiento estaba previamente programado para tener lugar en UFC 265, pero fue pospuesto después de que Nunes diera positivo por COVID-19.
Se esperaba un combate de trilogía por el Campeonato de Peso Mosca de la UFC entre el actual campeón Brandon Moreno y el ex campeón Deiveson Figueiredo en el evento. La pareja se enfrentó por primera vez en UFC 256 el 12 de diciembre de 2020, resultando en un empate mayoritario (Figueiredo retuvo el título). Su segundo encuentro tuvo lugar en UFC 263 el 12 de junio, donde Moreno capturó el título por sumisión en el tercer asalto. Posteriormente, el combate se trasladó al UFC 270 debido a la adición de un combate de peso wélter entre Jorge Masvidal y Leon Edwards. Masvidal se retiró más tarde, a principios de noviembre, por una lesión, y el combate se canceló.
Un combate de peso mosca entre Alex Perez y Matt Schnell había sido reprogramado para UFC Fight Night: Brunson vs. Till. Originalmente se esperaba que se enfrentaran en UFC 262, antes de que Perez se viera obligado a retirarse debido a razones no reveladas. Luego fueron reservados de nuevo en UFC on ESPN: Barboza vs. Chikadze, antes de ser cambiados a este evento. Sin embargo, el combate fue aplazado de nuevo por razones desconocidas hasta este evento. En el pesaje, Perez pesó 126.25 kg, es decir, 0.25 kg por encima del límite de peso mosca del combate. Poco después, las autoridades anunciaron que el combate se había cancelado porque Schnell se vio obligado a retirarse por un problema médico.
Se esperaba un combate de peso mosca femenino entre Montana De La Rosa y Maycee Barber en el evento. Sin embargo, De La Rosa se retiró del combate a principios de octubre alegando una lesión y fue sustituida por Erin Blanchfield. A su vez, Barber se retiró a principios de noviembre por motivos no revelados. Fue sustituida por Miranda Maverick.
Se programó un combate de peso medio entre André Muniz y Dricus Du Plessis. Sin embargo, Du Plessis se retiró del evento debido a una lesión y fue sustituido por Eryk Anders.
Un combate de peso pesado entre Augusto Sakai y Tai Tuivasa estaba programado para UFC Fight Night: Vieira vs. Tate, pero fue cancelado por problemas de visa. En cambio, tuvo lugar en éste evento.
En el pesaje, Priscila Cachoeira pesó 129 kg, 1.4 kg por encima del límite de peso mosca para el combate sin título. Su combate se desarrolló con un peso acordado y se le impuso una multa del 30% de su bolsa, que fue a parar a su oponente Gillian Robertson.

## Resultados
1. ↑  Por el Campeonato de Peso Ligero de la UFC.
2. ↑  Por el Campeonato Femenino de Peso Gallo de la UFC.

## Premios de bonificación
Los siguientes luchadores recibieron bonificaciones de 50.000 dólares.
- Pelea de la Noche: 	Dominick Cruz vs. Pedro Munhoz
- Actuación de la Noche: Charles Oliveira, Julianna Peña, Kai Kara-France, Sean O'Malley, Tai Tuivasa, y Bruno Silva